# 毛榛
毛榛（学名：Corylus mandshurica）是桦木科榛属的植物。分布于远东地区、朝鲜、日本以及中国大陆的甘肃、陕西、河北、山西、辽宁、四川、吉林、山东、黑龙江等地，生长于海拔400米至1,500米的地区，见于山坡灌丛中及林下，目前尚未由人工引种栽培。
毛榛与虎榛子名称经常混用，不分彼此；它们的常见叫法还有：小榛子、野榛子，等等。

## 别名
毛榛子、火榛子（东北）

## 异名
- Corylus mandshurica Maxim. et Rupr. f. glandulosa Tung
- Corylus mandshurica Maxim. et Rupr. var. brevituba Nakai
- Corylus sieboldiana Bl. var. mandshurica (Maxim. et Rupr.) Schneid.